# Повесть о Карпе Сутулове
«Повесть о Карпе Сутулове» (ст.‑слав. Повесть о некотором госте богатом и о славном о Карпе Сутуловѣ и о премудрой жене ево, како не оскверни ложа мужа своего) — русская сатирическая повесть конца XVII — начала XVIII вв. Источник текста произведения — так называемый Соколовский сборник, хранящийся в Отделе рукописей ГИМ.
В основе сюжета, вероятнее всего, лежит народный анекдот «о верной жене и трёх несостоявшихся любовниках», с которых находчивая жена получает большую сумму. Разными исследователями отмечалась связь повести со сказкой и европейской плутовской новеллой. В произведении высмеивается ханжество и скупость, повесть имеет также антиклерикальную направленность.

## Структура произведения

### Сюжет
Сюжет повести разворачивается вокруг истории о том, как богатый купец уехал торговать в другую страну, оставив свою жену одну дома.
Жил богатый, славный купец Карп Сутулов с красавицей женой, которую звали Татиана. В том же городе у него был друг, купец Афанасий Бердов. Пришло время Карпу ехать торговать в Литовскую землю. Позаботившись о жене, купец попросил своего друга при необходимости снабдить Татиану деньгами, поручившись оплатить всё по приезде домой. Тот согласился. Придя к жене, он дал ей наказ: если она будет устраивать «частыя пиры на добрыхъ женъ», то пусть не скупится на деньги и, если что, просит у Афанасия. В завершении сказал соблюдать это наставление и не осквернять супружеское ложе.
Так и жила Татиана три года без мужа в праздности и достатке, пока не истратила все деньги. Тогда пришлось ей идти к другу мужа, Афанасию, чтобы попросить сто рублей, как завещал ей супруг. Купец же, любуясь красотой Татианы, «разжегся к ней плотию своею» и сказал, что даст сто рублей, только если она ляжет с ним на ночь. Мудрая жена ответила, что сможет совершить это лишь с согласия духовного отца. Придя посоветоваться к попу, Татиана рассказала ему всю историю: о наказе мужа, о том, как она растратила все деньги и пришла к Афанасию попросить сто рублей. На изумление жены, духовный отец предложил ей двести рублей при условии, что та разделит с ним ложе. Татиана попросила у попа немного времени и пошла к архиепископу, чтобы рассказать о словах Афанасия и духовного отца. Тот же ей ответил: «Остави обоихъ ихъ, попа и гостя, но пребуди со мною единым, и азъ дамъ тебе и триста рублевъ». Татиана же, смущенная его словами, придумала план: она повелела архиепископу прийти к ней в третьем часу дня, духовному отцу — в шестом, а Афанасию — в десятом часу.
Первым пришел архиепископ. Дал он девушке триста рублей, весь возгорелся страстью, но тут Татиана сказала: «Что требуеши облещи на ся одежду ветхую самую пребыти со мною; в ней же пребываеши пре многоцветущемъ народе и Бога славиши, в том же и самому паки к Богу быти». На что архиепископ возразил, что никто их не увидит, но жена ответила, что Бог всё видит, нужно соблюсти скромность, чтобы он простил им грех. Одела тогда Татиана монаха в свою сорочку, поскольку, по её словам, в доме не было другой одежды. В это время пришел к жене духовный отец и стал стучаться в ворота. Татиана же увидела его в окошке и изобразила превеликую радость, сказала: «Се мужъ мой от купли приехалъ, аз же в симъ времени ожидала его». Архиепископа же она спрятала в сундук. Встретив во дворе попа, взяла жена двести рублей и стала говорить духовнику о том, как своим грехом они прогневают Бога. Пока Татиана разговаривала с попом, пришел к ней Афанасий Бердов и стал стучаться в ворота. Тогда снова жена повторила ту же хитрость, сказав, что это муж её приехал с торговли. Духовный отец испугался, а Татиана ответила, чтобы тот не боялся: «Не убойся, отче, сего, но смерти своей убойся, грѣха смертнаго; единою умрети, а грехъ сотворяй мучитися имаши во веки». В одной сорочке, без пояса, положила мудрая жена попа во второй сундук. Встретила тогда она Афанасия, взяла у него сто рублей и рассказала историю о жене, которую многие хвалили, а она оказалась злая. Не смутили слова Татианы купца, тогда девушка отправила свою рабыню, чтобы та обошла двор и постучалась в ворота. Снова тем же обманом, что архиепископа и духовника, отправила Татиана Афанасия в третий сундук.
На следующее утро жена пошла к воеводе и рассказала, что ходила к купцу Афанасию Бердову, чтобы попросить у него денег по повелению мужа, поскольку свои все истратила на пиры. Однако, как сказала Татиана, не застала его дома. Тогда попросила жена у воеводы сто рублей в обмен на три сундука с дорогими одеждами и драгоценностями. Воевода ответил, что даст ей сто рублей и без заклада, поскольку жена она доброго и богатого мужа, но Татиана уговорила его взять сундуки. Когда привезли воеводе сундуки и отворили их, то увидели «во единомъ сундуке гостя седяща во единой срачице, а в другомъ сундуке попа во единой же срачице и бес пояса, а в третиемъ сундуке самого архиепископа в женской срачице и бес пояса». Те, от стыда, бросились воеводе под ноги и плакали о своих согрешениях. Тогда рассказала Татиана всю правду о троих: как хотели они быть с нею, как обманывала она и как заперла их в сундуках. Воевода же подивился разуму мудрой жены и похвалил её за то, что не осквернила ложе мужа своего. Сказал Татиане: «Доброй, жено, заклат твой и стоит техъ денегъ». Взял воевода с купца пятьсот, с попа тысячу, а с архиепископа тысячу пятьсот рублей и отпустил их, а деньги поделил пополам с Татианой.
Когда же муж её вернулся домой, Татьяна рассказала обо всём происшедшем по порядку, а он обрадовался тому, насколько премудрая его жена и какую хитрую премудрость она совершила.

## Система персонажей

### Образ главной героини
Татьяна (с греч. — «устроительница, учредительница») Сутулова — умная, находчивая женщина, которая сумела постоять за свою честь и честь своего мужа. Она ловко провела купца, товарища своего мужа, попа, епископа и получила деньги сначала от своих «любовников», а потом половину штрафа, который по распоряжению воеводы заплатили те, кто хотел сыскать ее любви.
Образ главной героини «Повести» — образ умной жены, которой доволен муж и которую он хвалит, потому что она смогла сохранить супружескую верность и приобрести богатство. Предложения поклонников не пугают ее; они дают возможность героине получить от них деньги и поставить их в смешное и неловкое для них положение. Удивительно, что именно женщине дается активная роль в разоблачении купца, попа и епископа: она не читает им мораль, а предает публичному осмеянию — вот ее мораль.
Получается, перед нами новая этика, которая не похожа на этику древнерусского общества, где участь женщины представляла «затвор терема, бесправие, безгласие».
Перед нами «новый тип литературной героини» и образ женщины переходного времени: инициативна, деятельна, практична и сообразительна. Она сохранила верность мужу и получила выгоду от ухаживаний своих поклонников: сначала у себя дома, а потом на дворе воеводы, когда купец, поп и епископ заплатили огромный штраф, половину которого получила Татьяна.
Автор любуется героиней и считает ее мораль нормальной.
Образ Татьяны похож на героинь итальянских новелл эпохи Возрождения (например, Бокаччо, Сакетти, Гиарди и др.): они тоже верны добродетели, хранят супружескую верность, но при случае готовы высмеять и обобрать неудачливых поклонников, особенно представителей духовенства. Сходство у героини «Повести» есть и с добродетельными героинями польских фацеций. Особенно образ Татьяны близок к образу Аннушки Скобеевой из «Повести о Фроле Скобееве». Та героиня тоже наделена ловкостью и имеет склонность к личному обогащению.

### Карп Сутулов
Карп Сутулов — муж Татьяны Сутуловой. Он эпизодическое лицо: появляется в начале «Повести». Карп Сутулов — «гость» (купец), торгующий на внешнем рынке.
Его образ — не образ сурового главы семейства дидактической литературы: он хвалит жену за то, что она сохранила супружескую верность, но не отказывается от денег, которые получила его жена, да и не обижается он на поклонников своей супруги.
Черта людей нового времени, которая нашла отражение в образе Карпа Сутулого, — практицизм и снисходительное отношение к вопросам семейной чести, если эта честь не пострадала.
Сутуловы — люди переходного времени, они деловитые, практичные, однако «морально неустойчивые даже в способах охранять „честь“ дома», они умеют из всего извлечь материальную выгоду.

### Купец
Афанасий Бердов (ц.-сл. «бердить» значит отходить назад; применительно к человеку — отказываться от данного слова) — купец, который нарушил свое обещание одолжить жене друга денег. Он потребовал от Татьяны любовь взамен денег.

### Поп и епископ
Поп и епископ — потенциальное олицетворение нравственности в древнерусском обществе, которые в «Повести…» оказываются «негодными сластолюбцами и ханжами». С их участием эпизод у воеводы, то есть эпизод поучения, получает перевернутый характер, потому что наставления им дает купеческая жена, а не наоборот. Татьяна говорит им, что от бога ничего нельзя скрыть.
Героиня издевательски называет их «святыми отцами», напоминает им о наказании за грехи. На что архиепископ отвечает, что он все грехи отпустит. Главный в местной церкви представляется циником.
Эпизод представления епископа в женской сорочке перед воеводой — развенчание духовенства.

### Воевода
Воевода — исполняющий полицейские и судебные функции: он наказывает поклонников Татьяны, штрафует их и делит полученный деньги с купчихой.
В «Повести» воевода предстает мудрым и справедливым. Он хвалит Татьяну за то, что она хранит верность мужу. Однако воевода не обращает внимание на греховность попа и епископа, он быстро находит способ, как получить из этого дела выгоду: назначает поклонникам татьяны высокий выкуп и делит его с ней. Воевода — человек с юмором, поэтому смеется над незадачливыми любовниками.

## Жанровые особенности

### Связь с другими жанрами
Консенсус в отношении жанровой принадлежности «Повести о Карпе Сутулове» не достигнут. Ряд исследователей встраивают этот текст в традицию антиклерикальной сатиры XVII века, видят в нём жанровые признаки народной сказки, другие — фабльо, западноевропейской «типичной сказочной новеллы с замедленным действием». Так Ю. К. Бегунов пишет о сходстве между образом Татьяны Сутуловой и образами героинь итальянских новелл эпохи Возрождения. Кроме этого, исследователь указывает и на сходство с «добродетельными героинями польских фацеций». В. В. Кусков относит этот текст к жанру бытовой повести, полагая, что он представляет собой «связующее звено жанра бытовой и сатирической повести». Генезис этих жанров возводится исследователями к жанру бытового анекдота.

### Антиклерикальная направленность
Авторитет института церкви в XVII веке ещё силён. Когда Татьяна узнает о непристойном предложении и потенциальной возможности согрешить, нарушить данное Богу и мужу слово, она прибегает к помощи не кого иного, как попа, а затем — архиепископа в качестве носителя высшей справедливости древнего патриархального быта. Однако прежние авторитеты оказываются не в состоянии восстановить нарушенный порядок и, более того, выступают именно теми, кто вносит дисбаланс в правильный мир купеческой жены. Распутное духовенство искушается красотой Татианы вслед за мнимым другом Бердовым и «в своей житейской практике вступает в противоречие с религиозным учением о грехе», действуя «по народной пословице: „На небо поглядывает, а сам по земле пошаривает“». Таким образом, изображается дискредитация института церкви, а мироустройство повести противопоставляется общественному укладу.

### Комизм
Несмотря на обличительную установку, повесть сообщает читателю все же очень жизнерадостное настроение. Основным его проводником в текст становится смех — едва ли не главный герой повести.
Комизм проявляется в ситуациях, в которых оказываются «незадачливые любовники»: архиепископ переодевается в женскую одежду; застигнутые врасплох якобы возвращением мужа, они прячутся в сундуках. Не менее смешит и обман Татианы, в свете которого «новый» любовник представляется «предыдущему» как муж.
Всенародному осмеянию подвергаются «любовники» на суде у воеводы, сидящие «во единой же срачице и бес пояса», куда они были доставлены в соответствии с хитрым планом купеческой жены.
Прием преувеличения повышает градус комизма: так, вызывает смех архиепископ, «с радостию» надевающий женскую рубашку. Восклицания героини о якобы вернувшемся муже, а точнее их намеренно преувеличенная тональность только возрастает к концу повести: «О всевидимая радость, о совершенныя моея любви, о свете очию мою и возделесте души моея радость!» — и это не может не смешить, ведь читателю известно, что реплика относится к служанке (или в других случаях к «любовникам»).
Отдельного внимания заслуживают и обращения Татианы («Иди, отче, во иной сундук»), и ситуации, в которых духовные лица назначают ей свидания, а она откликается: «Отче мой духовный», «О, великий святый». На этом не кончаются иронические вставки в речь Татианы. Краеугольный принцип комизма этой повести — перевернутый дидактизм. Вместо того, чтобы быть поучаемой, купеческая жена сама перенимает тон проповедника и произносит наставления духовным отцам с изобилием «церковных цитат». Так создается эффект пародии, ориентированной на духовенство.

## История повести

### Генезис сюжета
Существует две конкурирующих и взаимоисключающих гипотезы о происхождении сюжета «Повести о Карпе Сутулове». Первый исследователь повести Ю. М. Соколов указывает на восточную фольклорную традицию как источник «всех разновидностей рассказов о наказании поклонников верной жены». Однако М. О. Скрипиль, анализируя доводы Ю. М. Соколова, настаивает на независимом от европейской и восточноазиатской культуры возникновении подобного сюжета в русской традиции: «в фабуле „Повести о Карпе Сутулове“ нет ничего, что надо было бы возводить к иноземному источнику: все действие повести развивается в русской бытовой обстановке». Исследователь указывает на отсутствие выраженного антиклерикального пафоса в восточных вариантах сюжета. Более того, «активная роль жены» (и только её) выделяет, по замечанию М. О. Скрипиля, «Повесть о Карпе Сутулове» среди всех подобных. Вопрос о том, заимствуются ли мировые сюжеты литературы из одной традиции в другую или же возникают независимо друг от друга — один из главных вопросов исторической поэтики, главными исследователями которого в русской филологии можно считать А. Н. Веселовского и О. М. Фрейденберг.

### Проблема датировки
Дата написания «Повести…» является предметом научных споров и варьируется от второй половины XVII века до 10-х годов XVIII века.
Высказываясь в пользу первой версии, исследователи указывают на связь текста с антиклерикальной сатирой XVII века, которая активно высмеивает любовные похождения попов, используя приёмы народных сатирических сказок. В XVII веке действительно намечается тенденция к разоблачению и осмеянию духовенства в демократической сатире («Калязинская челобитная», «Сказание о попе Саве», «Служба кабаку»), однако о полном развенчании говорить ещё рано. К XVII веку также можно отнести достаточно архаичный язык повести, обращение к теме верной жены и подробное описание бытовых примет. Карп Сутулов отправляется в «Литовскую землю» — Речь Посполитая называется по старому образцу, так, как это было до унии Великого княжества Литовского с Польшей в 1569 году. В городе действуют воевода (в 1699 году в результате бурмистрской реформы посадское население было изъято из-под юрисдикции воевод, а в 1708 году они и вовсе были заменены комендантами) и архиепископ (к 1680-м годам во многих городах архиепископские кафедры были заменены митрополичьими).
Тем не менее, следует не забывать о возможной разнице между временем действия «Повести…» и датой её написания. Ю. К. Бегунов отмечает, что автор мог допускать анахронизмы, записывая события прошедших лет.
На это указывает система денежного счёта в произведении. Татьяна просит у Афанасия, духовного отца и архиепископа по 100, 200 и 300 рублей, а воевода берёт с них штрафы в размере 500, 1000 и 1500 соответственно. Если речь идёт о реальных суммах, то для XVII века это были непомерные деньги. У городовых дворян и детей боярских годовое жалованье составляло от 6 до 14 рублей, у иностранных специалистов — от 80 до 100 рублей. В конце первой трети XVIII века губернаторы получали уже по 1200—1500 рублей.

### Проблема авторства
Вопрос об авторстве текста спорен, в первую очередь, потому, что не совсем ясно, в какой мере его создатель был непосредственно творцом, а в какой — лишь записал бытовавший в устной традиции анекдот. Автор «Повести…» может представать и молодым купцом, ведущим торговлю с англичанами и немцами, и посадским жителем. Принято считать, что он был «профессиональным» книжником — на это указывают не только архаические формы (дательный самостоятелный), но и смешение стилей речи: Татьяна комически пародирует Священное писание, обращаясь к духовному лицу («О, велики святы, како могу убежати от огня будущаго?»), но с ласковой речью встречает вернувшегося мужа («О всевидимая радость, о совершенныя моея любви, о свете очию мою и возделесте души моея радость!»). Встречаются в «Повести…» и просторечия («ажно ко врагом гость», «ляг со мною на ночь»), язык текста можно охарактеризовать как «смесь церковно-славянского с простонародным» .
Автор, как и его героиня, проявляет себя как человек новой эпохи и морали, поддерживая поступок Татьяны и радуясь её победе: «быша от срамоты яко мертвы, посрамлены от мудры жены».

### Рукописи и издания
«Повесть о Карпе Сутулове» сохранилась в единственном списке, который является частью так наз. Соколовского сборника, датируемого 40-ми годами XVIII века. Он представляет собой 7 тетрадей, написанных разными почерками и подписанных разными именами. Полный текст «Повести…» занимает 95-99 листы сборника, на 59-м листе находится недописанное начало повести. Оно несколько отличается от начала основного текста, на основании чего Ю. К. Бегунов заключил: «В Соколовском сборнике мы находим следы литературной работы над текстом в 1746 г.».
Ю. К. Бегунов относит Соколовский сборник к «народной книге» — переходившим от владельца к владельцу рукописным тетрадям, в которых переписывались занимательные произведения: развлекательные, поучающие, иногда — обличающие духовенство и власть имущих. Согласно Ю. К. Бегунову, «народная книга» играла роль в утверждении «нового массового искусства», появившегося в русском обществе в конце Средних веков — начале Нового времени.
Соколовский сборник получил свое название по фамилии русского филолога-слависта Матвея Ивановича Соколова. Он приобрел рукопись у букиниста в 1883 г. и подготовил к изданию текст «Повести о Карпе Сутулове».
Сборник исчез и стал считаться утраченным вскоре после того, как в 1914 г. вышел в печати научный труд М. И. Соколова и его сына Ю. М. Соколова о тексте «Повести…» и истории её сюжета. Лишь в 1958 г. рукопись была вновь обнаружена — в Отделе письменных источников ГИМ. После этого Соколовский сборник был возвращён в Отдел рукописей ГИМ, где он хранится и в настоящее время. На сегодняшний день рукопись сохранилась не полностью: утрачены отдельные тетради в середине и конце сборника.
Как было замечено ранее, первое издание «Повести» было выпущено небольшим тиражом в 1914 году. Текст был напечатан в соответствии с рукописью, видоизменена только орфография и постановка предлогов в соответствии с современным написанием, добавлены сокращения. Из-за ограниченности выпуска, книга вскоре стала редкостью для исследователей и библиографов. По этой причине, а также ввиду того, что напечатанные ранее варианты текста «Повести…» нельзя было сверить с подлинником, новые издания текста печатались со множеством ошибок и неточностей. К последующим выпускам относятся работы Н. К. Пиксанова «Старорусская повесть», И. П. Еремина «Русская повесть XVII века» и В. П. Адриановой-Перетц «Русская демократическая сатира XVII века». Текст из последнего издания воспроизводится позднее в других хрестоматиях.

## Место повести в истории русской литературы
Большинство исследователей встраивают «Повесть о Карпе Сутулове» в традицию русской демократической сатиры XVII века, наравне с «Калязинской челобитной», «Сказанием о попе Саве», «Службой кабаку», сатирой на епископа Феодоса, хулой на бороду духовных лиц, Акафистом крючкотворцу и др. Кроме этого, можно предположить, что традиции антиклерикальной сатиры XVII века в какой-то мере наследуют такие канонические писатели XIX века как Н. В. Гоголь и М. Е. Салтыков-Щедрин, и М. А. Булгаков в XX веке. Так, например, на уровне читательской рецепции возникает параллель между экономической интригой в «Повести о Карпе Сутулове» и «Мёртвых душах» Н. В. Гоголя. Приём преувеличения как один из элементов механизма комического развивается в гротескное преувеличение и также получает своё воплощение в поэтике упомянутых авторов XIX—XX вв.

## Жанровые источники текста «Повести»
Текст «Повести» разнообразен. В нем встречаются:
1. Элементы христианской морали: «Богъ… вся видит деяния наша, аще от человѣка утаимъ странствие наше, но онъ вся весть, обличения не требуетъ»[11]. Они встречаются в речи Татьяны Сутуловой, она произносит их в адрес церковнослужителей. Так создается эффект комического.
2. Элементы Священного писания: «О велики святы, како я могу убежати от огня будущаго?»[9]. Они тоже встречаются в репликах главной героини, которая произносит их в адрес попа или архиепископа. Именно эту фразу Татьяна произносит в адрес епископа.
3. Эпизод увещевания купца напоминает сюжет «Пчелы» и образ злой жены. «Некто женился на богатой, но злой вдове, которую ему хвалили люди; муж же на это отвечал: „Не ныне ми хвалите, но егда же избуду ея“.»[9]
4. Поэзия чувств: «О всевидимая радость, о совершенныя моея любви, о свете очию мою и возделесте души моея радость!»[9] Эту фразу произносит Татьяна условно вернувшемуся мужу.
5. Просторечные выражения: «ажно ко врагом гость»[9] . Они выделяются на фоне книжного текста, но создают бытовой колорит, который подходит для темы «Повести…»[11].
6. Славянизмы : «снабдевати, приспе, многоцветущий, брашно, сия рек, отъиде, злотворящая». Ими автор украшает изложение бытового анекдота[11].

## Лексический комментарий
Многие фрагменты повести нам непонятны из-за большого временного разрыва, смены исторических, бытовых и языковых реалий. Благодаря примечаниям из книги С. Н. Травникова «История древнерусской литературы», повесть обретает понятный для современного читателя вид. Сперва комментатор указывает на широкую группу пояснений, связанных как с особенностями религиозной культуры того времени, так и бытовой. Нам предоставляется лексическое значение слов и выражений, потерявших своё значение в наши дни:
- …удари челомъ… — Бить челом — приветствовать, низко кланясь, кого-либо, просить о чем-то.
- «Аз тя во всемъ разрешу». — Разрешить — дать отпущение грехов, освободить от наказания.
- …тот санъ сняше с него… — Речь идет об архиепископских одеждах.
- «Побѣда моя!» — Победа — беда.
- «… како я могу убежати от огня будущаго?» — Речь идет о вечных муках ада, где грешники будут гореть в огне[41] .

К следующей формальной группе относятся исторические комментарии, раскрывающие как контекст времени написания «Повести», так и более широкий дискурс реалий Древней Руси:
- …в третием часу дни. — В Древней Руси счёт дневного времени начинался от восхода солнца, таким образом, три часа дня — утро.
- …шед во град на воевоцки двор и повелеша доложити воеводѣ … — В 1708 г. городовые воеводы были заменены комендантами. Некоторые исследователи считают эту реалию датирующим признаком и полагают, что «Повесть» написана до 1708 г. [41]

Последним немаловажным комментарием является примечание, поясняющее литературный контекст «Повести о Карпе Сутулове»:
- «… некоему человѣку мнози люди похвалиша жену…» — Сюжет о «злой жене», скорее всего, восходит к «Пчеле», популярному в Древней Руси сборнику произведений учительной прозы[41] .